# Preston Lacy
Pour les articles homonymes, voir Lacy.
Preston Lacy est un acteur américain né le 14 août 1969 à Carthage, Missouri (États-Unis), connu pour être membre de Jackass.

## Biographie
Preston était acteur de publicité avec Johnny Knoxville avant Jackass, il a notamment fait des pubs pour Pizza Hut et Mazda mais aussi des sketchs dans le "Tonight Show" de Jay Leno, une émission très populaire aux États-Unis. Toutefois c'est pour ses prestations dans Jackass et sa mauvaise humeur qu'il est le plus connu. La majorité de ses apparitions dans Jackass tournent autour de sa corpulence, ou alors de sa différence de corpulence avec Wee-man.

## Filmographie
- 1992 : The Tonight Show with Jay Leno (série TV) : Various Characters
- 1999 : Captain Jackson (série TV) : Billy Grill
- 2002 : The Hot Show (TV) : Esakia
- 2002 : Jackass, le film
- 2003 : Grind (Ça planche!) : Hefty Man
- 2006 : Pledge This
- 2006 : Jackass: Number Two
- 2007 : Le Jackpot de Noël (Christmas in Wonderland) (TV)
- 2010 : Jackass 3
- 2022 : Jackass Forever